# Sievershausen (Dassel)
Sievershausen è una frazione (Ortsteil) della città di Dassel, nel land della Bassa Sassonia, in Germania.

## Storia
Già comune autonomo nel circondario di Einbeck, fu soppresso e incorporato a Dassel il 1º marzo 1974.